# Leadamalgam
Il leadamalgam o altmarkite è un minerale scoperto nel Shiaonanshan, una regione interna della Mongolia, Cina. Il nome deriva dalla sua composizione chimica.

## Morfologia
Il leadamalgam è stato scoperto sotto forma di un singolo granulo di qualche μm.

## Origine e giacitura
Il leadamalgam è stato scoperto nei concentrati di metallo frantumato provenienti dai giacimenti di solfuro di rame e nichel ricchi di platino. I minerali associati sono: cromite, ilmenite, magnetite, gersdorffite, pirite, calcopirite, violarite, millerite, galena, stibnite, elettro, niggliite, sperrylite, iridosmina, platino nativo, merenskyite e kotulskite.